# Żerków
Pour les articles homonymes, voir Żerków (homonymie).
Żerków (prononciation : [ˈʐɛrkuf]) est une ville polonaise du powiat de Jarocin de la voïvodie de Grande-Pologne dans le centre-ouest de la Pologne.
Elle est située à environ 12 km au nord de Jarocin, siège du powiat, et à 58 km au sud-est de Poznań, capitale de la voïvodie de Grande-Pologne.
Elle est le siège administratif (chef-lieu) de la gmina de Żerków.
La ville couvre une surface de 2,16 km2.

## Géographie

Plan de la ville.

La ville de Żerków est située en plein centre de la voïvodie de Grande-Pologne. Le paysage, à dominante rurale, est mis en valeur depuis 1994 par le parc naturel de Żerków-Czeszewo. Żerków s'étend sur 2,16 km2. La Warta, affluent important de l'Oder, passe à une dizaine de kilomètres au nord de la ville.

## Histoire
De 1818 à 1919, Zerkow fait partie de l'arrondissement de Pleschen (de) puis à partir de 1887, de l'arrondissement de Jarotschin dans le district de Posen au sein de la province de Posnanie.
De 1975 à 1998, la ville appartenait administrativement à la voïvodie de Kalisz. Depuis 1999, la ville fait partie du territoire de la voïvodie de Grande-Pologne.

## Monuments
- l'église paroissiale catholique saint Stanislas, construite aux XVIIe siècle et XVIIIe siècle, de style baroque ;
- l'église évangélique de 1904.

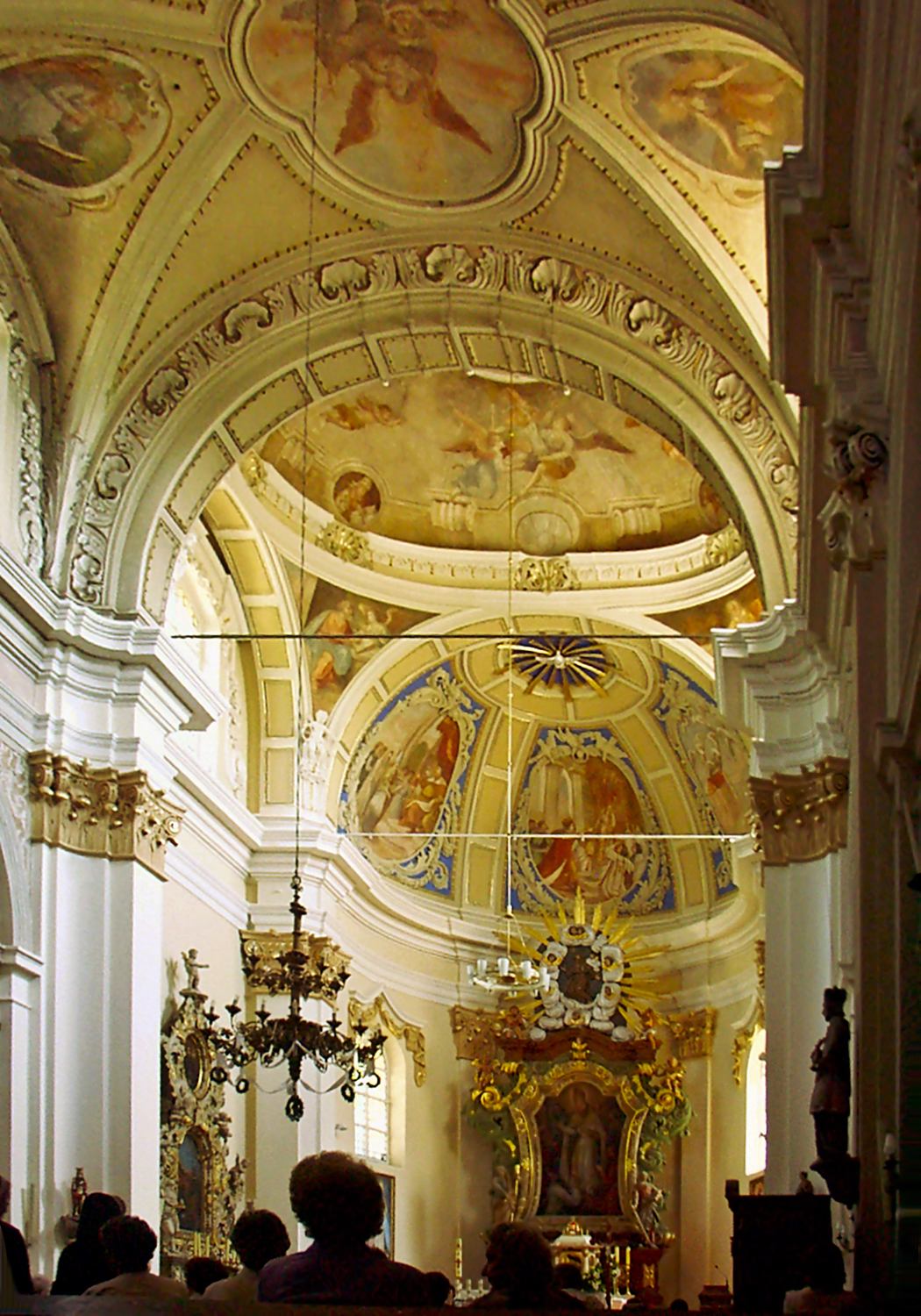
L'église paroissiale saint Stanislas (vue intérieure).
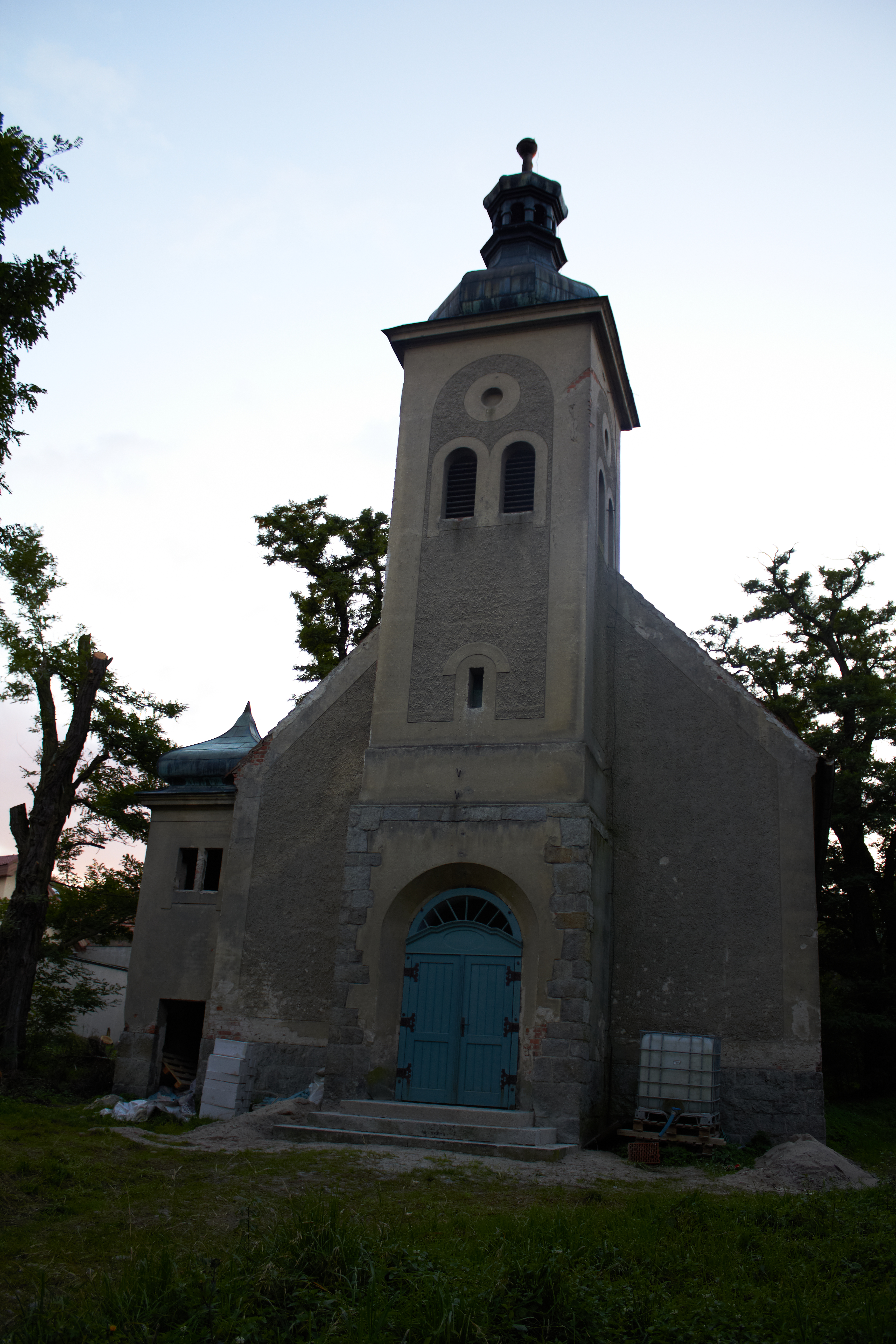
L'église évangélique.

## Voies de communication
Aucune route principale ne passe par la ville.

La gare qui dessert Żerków se situe à Chrzan, environ 5 km à l'ouest de la ville. La ligne ferroviaire no  281 (Oleśnica - Krotoszyn - Koźmin - Jarocin - Gniezno) passe par cette gare.